# Storbäcktjärnarna (Särna socken, Dalarna, 683504-131917)
Storbäcktjärnarna är en sjö i Älvdalens kommun i Dalarna och ingår i Dalälvens huvudavrinningsområde.